# Provincia Kigali
Provincia Kigali este o unitate administrativă de gradul I  în Rwanda. Resedința sa este orașul Kigali.